# Élections fédérales canadiennes de 2004
Les élections fédérales canadiennes de 2004, 38e élection générale, se déroulent le 28 juin 2004 afin d'élire les députés de la 38e législature de la Chambre des communes. Le gouvernement libéral du premier ministre Paul Martin perd sa majorité parlementaire, mais parvient tout de même à former un gouvernement minoritaire après l'élection. Le principal parti d'opposition, le Parti conservateur du Canada nouvellement fusionné, améliore sa position aux communes, quoiqu'avec un résultat sous ses attentes.

## Contexte
Le 23 mai 2004, la gouverneure générale Adrienne Clarkson, sur le conseil de Martin, ordonne la dissolution de la Chambre des communes. Suivant une campagne d'une durée de 36 jours, les électeurs élisent 308 députés à la Chambre des communes.
Les trois partis politiques nationaux majeurs avaient tous élu un nouveau chef depuis l'élection de 2000. Bien qu'initialement, l'élection était vue par bien des gens comme une simple formalité pour la formation d'un quatrième gouvernement majoritaire libéral, durant la campagne plusieurs se mettent à prédire un résultat bien plus serré après l'éclatement du scandale des commandites. Certains sondages commencent à prédire la possibilité d'un gouvernement minoritaire pour les libéraux, ou même un gouvernement minoritaire conservateur, engendrant des spéculations de coalition avec d'autres partis. À la fin, les libéraux s'en tirent mieux que ce qu'indiquaient les sondages de dernière minute, mais bien loin d'une majorité.
Le jour du scrutin, les heures d'ouverture des bureaux de vote sont arrangées de façon que les résultats de la plupart des provinces puissent être annoncés plus ou moins simultanément malgré les différents fuseaux horaires, exception faite des provinces de l'Atlantique, dont les résultats sont connus avant la fermeture des bureaux de scrutin dans les autres provinces.

## Principaux partis

### Parti libéral du Canada
Avant le scandale des commandites, la plupart des analystes prédisent que le nouveau Premier ministre Paul Martin mènerait le Parti libéral du Canada à un quatrième gouvernement majoritaire consécutif, possiblement en établissant un record pour le nombre de sièges remportés.
Toutefois, les sondages effectués immédiatement après l'éclatement du scandale montrent une chute de 10 % à l'échelle nationale, avec des déclins plus prononcés dans les régions traditonnellement riches en appuis pour les libéraux, le Québec et l'Ontario. Malgré une certaine amélioration en Ontario et au Canada atlantique, les espoirs des libéraux de faire des gains sans précédent dans l'Ouest s'évaporent. L'impopularité de certains partis libéraux provinciaux peut également avoir eu un effet sur la popularité du Parti libéral fédéral. En Ontario, par exemple, le gouvernement libéral provincial dépose un budget très impopulaire la semaine du déclenchement des élections, et leur homologue fédéral tombe immédiatement à égalité statistique avec les conservateurs dans les sondages effectués dans cette province. Les libéraux souffrent également des guerres intestines publiques qui font rage au sein du parti depuis l'éjection de Martin du conseil des ministres de l'ancien premier ministre Jean Chrétien.
La campagne nationale est de plus critiquée par plusieurs candidats libéraux pour son incompétence.

### Parti conservateur du Canada
Dans les derniers mois de 2003, le Parti progressiste-conservateur et l'Alliance canadienne se plaçaient respectivement en troisième et en quatrième place dans les sondages, loin derrière le Parti libéral.
Beaucoup d'analystes prédisent que la division de l'électorat de droite entre ces deux partis, ajouté à la présence du très populaire Paul Martin, conservateur sur le plan fiscal, à la tête des libéraux pourrait mener à l'anéantissement presque total des progressistes-conservateurs et de l'Alliance canadienne. C'est pour ces raisons que ces deux partis choisissent de s'unir pour former le Parti conservateur du Canada ; la fusion est approuvée par les membres de l'Alliance canadienne le 5 décembre 2003, et par les membres du Parti progressiste-conservateur le 6 décembre 2003.
Le nouveau Parti conservateur devance le Nouveau Parti démocratique dans les sondages effectués avant l'élection, bien que ses appuis demeurent en deçà des appuis combinés dont jouissaient les progressistes-conservateurs et l'Alliance avant leur fusion. Le 20 mars, les conservateurs élisent Stephen Harper au poste de chef du parti.
Les conservateurs font des gains supplémentaires dans les sondages après l'élection de Harper, et les sondages dans les semaines avant l'élection les plaçaient à 1 ou 2 points de pourcentage des libéraux, parfois les devançant de quelques points. Les membres du parti espéraient que les électeurs réagiraient négativement aux attaques des libéraux accusant Harper d'avoir un « agenda caché », et que la colère causée par le scandale des commandites et d'autres échecs des libéraux se transformeraient en succès le jour du scrutin. La veille de l'élection, le parti devançait les libéraux de quelques points partout à l'ouest du Québec, mais ses appuis avaient chuté à l'échelle nationale, se plaçant soit à égalité ou un peu derrière les libéraux partout sauf en Alberta et en Colombie-Britannique, où il retient ses appuis traditionnels. En tout, le nouveau Parti conservateur récolte moins de voix que le total récolté par ses deux partis prédécesseurs en 2000, de 37 % à 29 % ; toutefois, il remporte tout de même 21 sièges supplémentaires.

### Nouveau Parti démocratique
Avant l'annonce de la fusion des deux partis de centre-droit, certains prédisaient que le Nouveau Parti démocratique pourrait former l'Opposition officielle puisque le NPD se plaçaient en avant des deux partis dans les sondages. L'élection d'un nouveau chef (Jack Layton) et des politiques social-démocrates claires aident à revitaliser le parti. Certains sondages suggèrent que le NPD est revenu à ses niveaux d'appui de 18 % à 20 % du temps de l'élection de 1984 et l'élection de 1988. Layton laisse entendre que le parti pourrait battre son record de 43 sièges remportées sous l'ancien chef Ed Broadbent.
Le NPD concentre sa campagne sur les circonscriptions des centres urbains du Canada, espérant surtout remporter des sièges dans Toronto, Hamilton, Ottawa et Winnipeg. La plateforme du parti est façonnée dans le but de plaire à ces régions et Layton passe beaucoup de temps à y faire campagne.
La campagne rencontre des difficultés très tôt lorsque Layton met la responsabilité de la mort des sans-abris sur Paul Martin, s'attirant des hauts cris des libéraux qui l'accusent de faire une campagne négative. Le NPD profite du déclin des libéraux, mais pas au même point que les conservateurs. De plus en plus des électeurs néo-démocrates parlent de voter libéral pour bloquer les conservateurs. Toutefois, cela ne se traduit pas dans les sondages et le NPD demeure juste en dessous de 20 % pour la durée de la campagne.
Le jour du scrutin, le NPD récolte 15 % des suffrages, son plus haut total en 16 ans. Toutefois, il ne remporte que 19 sièges à la Chambre des communes, deux de moins que les 21 remportés dans l'élection de 1997 et bien en deçà des 40 prédits. Des critiques se plaignent que l'emphase mise par Layton sur les enjeux urbains et les droits des homosexuels avait marginalisé les positions traditionnelles du parti sur la pauvreté, la classe ouvrière et les Canadiens ruraux. Plusieurs députés sortants de longue date des prairies canadiennes, dont Lorne Nystrom, sont défaits. Layton est élu dans sa circonscription dans une course serrée, tandis qu'Ed Broadbent revient aux communes après plusieurs années d'absence.

### Bloc québécois
Le Bloc québécois avait réussi sa meilleure performance dans l'élection de 1993, mais avait perdu des sièges au profit des libéraux en 1997 et 2000, poussant des analystes à suggérer un déclin du mouvement souverainiste québécois. Le Bloc continue à chuter dans les sondages pour la plus grande partie de l'année 2003 après l'élection du gouvernement fédéraliste libéral de Jean Charest à l'Assemblée nationale du Québec.
Toutefois, les choses changent progressivement en 2003, en partie à cause de la baisse en popularité du gouvernement de Jean Charest, et en partie à cause d'une montée du sentiment indépendantiste (49 % en mars). Les choses prennent un tournant brusque lorsqu'en février 2004 le scandale des commandites (révélé en grande partie grâce aux efforts du Bloc) frappe le gouvernement libéral de plein fouet.
Ces évènements conduisent à une revitalisation du Bloc, le plaçant bien en tête des sondages une fois de plus : selon un sondage effectué par Ipsos-Reid pour le compte du Globe and Mail et CTV du 4 au 8 juin, 50 % des Québécois avaient l'intention de voter pour le Bloc, contre seulement 24 % pour les libéraux.
Les spéculations font rage concernant la possibilité de la formation d'alliances entre le Bloc et d'autres partis d'opposition ou un éventuel gouvernement minoritaire dans le but de promouvoir ses objectifs social-démocrates et de respect de l'autonomie des provinces. Gilles Duceppe, chef du Bloc québécois, déclare que son parti, comme toujours, coopérerait avec les autres partis d'opposition ou avec le gouvernement là où se trouvairait un intérêt commun, mais que le Bloc ne participerait à aucun gouvernement de coalition.

### Parti vert du Canada
Le Parti vert du Canada présente des candidats dans toutes les circonscriptions du pays pour la première fois de son histoire. Le parti remporte deux fois plus de voix dans cette élection que le total combiné de ses 21 années d'existence, mais ne réussit toutefois pas à remporter de siège. Il dépense également plus d'argent que dans les 21 années précédentes, et bien qu'une grande partie de cet argent provenait d'emprunts, la part des suffrages récoltés par les verts leur permettent de recevoir des subventions du gouvernement fédéral.

## Campagne

### Slogans
Voici les slogans officiels utilisés pour la campagne de 2004. Les parties facultatives des slogans (pas toujours utilisés selon le contexte) sont placés entre crochets.
| Parti | Parti                              | Slogans                                                                                          |
| ----- | ---------------------------------- | ------------------------------------------------------------------------------------------------ |
|       | Parti libéral                      | Allons [ou Aller] droit devant (avec l'Équipe Martin) Moving [Canada] Forward Choose your Canada |
|       | Parti conservateur                 | C'est assez ! Demand Better                                                                      |
|       | Bloc québécois                     | Un parti propre au Québec Parce qu'on est différent (avant l'élection)                           |
|       | Nouveau Parti démocratique         | [Une force nouvelle.] Un choix Positif. [New Energy.] A Positive Choice.                         |
|       | Parti vert                         | L'avenir c'est maintenant The future is now                                                      |
|       | Parti marijuana                    | Y faut que ça roule ! Let's roll!                                                                |
|       | Parti marxiste-léniniste du Canada | Annexion Non! Souveraineté Oui! Annexation No! Sovereignty Yes!                                  |

### Soutiens de la presse
| Titre              | En 2000    | En 2000          | En 2004 | En 2004  |
| ------------------ | ---------- | ---------------- | ------- | -------- |
| Le Devoir          |            | Bloc (au Québec) |         | Bloc     |
| Le Devoir          | PC (sinon) |                  |         | Bloc     |
| Le Droit           |            | Libéral (min.)   |         | Aucun,   |
| Le Soleil          |            | Aucun            |         | Aucun,   |
| La Presse          |            | Libéral          |         | Aucun,   |
| The Gazette        |            | Libéral          |         | Libéral  |
| The Globe and Mail |            | Libéral          |         | Libéral  |
| Toronto Star       |            | Libéral          |         | Libéral, |

## Enjeux
Enjeux de l'élection :
- Scandale des commandites : cause un tort certain aux libéraux ; le thème de la corruption est exploité par tous les partis de l'opposition, surtout le Bloc québécois
- Santé : tous les partis canadiens appuient le système de santé public mais reconnaissent que certaines améliorations doivent être apportées afin de rencontrer les défis des changements démographiques et pour réduire les listes d'attentes. Les paiements de transfert aux provinces ont été coupées de façon substantielle (à 16 %) par le gouvernement fédéral libéral et il est difficile pour Paul Martin de réconcilier ces coupures avec son plan d'améliorer le système.
- Déséquilibre fiscal : tous les partis majeurs, à l'exception des libéraux, affirment qu'il existe un déséquilibre fiscal entre Ottawa et les provinces et parlent de plans pour le réduire ; le Bloc québécois est le plus agressif dans ses dénonciations de la situation.
- Taxes et impôts : pour les conservateurs, les baisses significatives d'impôts et de taxes pour la stimulation de l'économie constituent un enjeu central. Les conservateurs proposent également de mettre fin à « l'aide sociale aux entreprises » en remplaçant les subventions du fédéral par des baisses d'impôts. Les libéraux, le Parti communiste et le NPD s'opposent tous à de grosses coupures d'impôts et affirment que l'argent doit plutôt être utilisé pour financer les programmes sociaux.
- Services de garde : les libéraux et les néo-démocrates promettent un programme national de service de garde.
- Réforme parlementaire : les conservateurs accusent les libéraux de continuer des pratiques non-démocratiques au Parlement en limitant le pouvoir des députés. Martin prône certaines réformes, mais pas suffisamment pour satisfaire les conservateurs. Les conservateurs promettent de réformer le Sénat pour le rendre électif et d'instaurer un processus pour revoir les nominations judiciaires. Le NPD parle d'abolir le Sénat.
- Réforme électorale : les conservateurs promettent des élections à date fixe. Le NPD, le Parti vert, le Parti communiste et le PHC prônent l'idée d'un système de scrutin proportionnel
- Mariage homosexuel : Le Bloc québécois et le NPD sont fortement en faveur du mariage homosexuel. Le NPD considère qu'il s'agit d'une question de droits de la personne et oblige ses députés à soit appuyer toute loi en faveur du mariage homosexuel, soit s'abstenir. Le Bloc, quant à lui, le considère comme une question de conscience et permet à ses députés de voter librement sur la question. Les libéraux renvoient la question à la Cour suprême, et le caucus libéral est publiquement divisé sur la question. La majorité des députés et candidats conservateurs s'y opposent ; la position officielle du parti est que la question doit faire l'objet d'un vote libre aux communes.
- Bouclier antimissile : le gouvernement américain de George W. Bush souhaite que le Canada se joigne à son projet de bouclier antimissile. Les conservateurs sont fortement en faveur d'un tel plan tandis que le Bloc et le NPD s'y opposent. Les libéraux avaient auparavant répété leur opposition à l'armement de l'espace, mais ils n'ont aucune position officielle sur le bouclier antimissile.
- Opération liberté irakienne : les conservateurs appuient les États-Unis dans la guerre en Irak, tandis que les autres partis s'y opposent de façon générale.
- Registre des armes à feu : Les conservateurs s'opposent fortement au registre tandis que les autres partis l'appuient.
- Marijuana : Les libéraux avaient introduit des mesures pour décriminaliser la possession de petites quantités de marijuana, ce qui est généralement appuyé par les partis d'opposition. Le Parti conservateur s'oppose à un tel projet de loi. Le Bloc québécois est plus explicite dans son appui pour la décriminalisation, tandis que le NPD désire étudier la question et considère la possibilité d'aller encore plus loin que la simple décriminalisation.
- Avortement : il ne s'agit pas d'un enjeu dans l'élection. L'avortement est légal au Canada après que le Parlement a négligé de voter une loi pour remplacer des restrictions précédemment déclarées illégales par les tribunaux. Plusieurs conservateurs et quelques libéraux s'opposent à l'avortement. Les libéraux tentent d'en faire un enjeu pour s'attaquer aux conservateurs après certains commentaires faits par des conservateurs pro-vie, mais ça n'a que peu d'impact sur le déroulement de la campagne.
- Budget ontarien : l'introduction de « primes de santé » par le gouvernement libéral de Dalton McGuinty est impopulaire, malgré l'affirmation de McGuinty que cette nouvelle taxe est nécessaire à cause du déficit budgétaire légué par le précédent gouvernement progressiste-conservateur. Les conservateurs et le NPD tirent profit de cette politique impopulaire, ainsi que d'autres politiques fiscales reliées à la taxation et à l'imposition, pour attaquer les libéraux au niveau fédéral.

## Résultats

### Dans le pays

Répartition des votes.

Un parti canadien doit remporter 155 sièges afin de former un gouvernement majoritaire. Les libéraux n'en remportent que 135 lors de cette élection. Jusqu'à ce que les résultats soient décidés dans quelques circonscriptions extrêmement serrées sur la côte ouest, il semblait probable que le total des sièges du Parti libéral, combiné avec ceux du Nouveau Parti démocratique, serait suffisant pour former une majorité à la Chambre des communes, dans une coalition informelle. À la fin, toutefois, les conservateurs remportent dans Île de Vancouver-Nord, Vancouver-Ouest—Sunshine Coast et New Westminster—Coquitlam après avoir trainé doute la soirée dans les résultats préliminaires.
En conséquence, le total des sièges des libéraux et du NPD était de 154 ; les 154 sièges restants sont détenus par les conservateurs, les bloquistes et un indépendant (Chuck Cadman, auparavant un conservateur). Plutôt que de former une coalition avec le NPD, le Parti libéral choisit de diriger un gouvernement minoritaire, tentant d'obtenir des majorités au cas-par-cas.
Le taux de participation est de 60,9 % à l'échelle du pays, le plus bas dans l'histoire du Canada, seulement 13 683 570 des 22 466 621 électeurs enregistrés prennent la peine de voter. C'est une chute de plus de 3 points depuis l'élection de 2000, où le taux de participation avait été de 64,1 %.
|                            |                       |                       |           |        |        |        |        |            |         |         |
| Parti                      | Parti                 | Chef                  | Candidats | Sièges | Sièges | Sièges | Sièges | Voix       | Voix    | Voix    |
| Parti                      | Parti                 | Chef                  | Candidats | 2000   | diss.  | Élus   | +/-    | Nb         | %       | +/-     |
|                            | Libéral               | Paul Martin           | 308       | 172    | 168    | 135    | -37    | 4 982 220  | 36,73 % | -4,12 % |
|                            | Conservateur          | Stephen Harper        | 308       | 78     | 72     | 99     | +21    | 4 019 498  | 29,63 % | -8,05 % |
|                            | Bloc québécois        | Gilles Duceppe        | 75        | 38     | 33     | 54     | +16    | 1 680 109  | 12,39 % | +1,67 % |
|                            | NPD                   | Jack Layton           | 308       | 13     | 14     | 19     | +6     | 2 127 403  | 15,68 % | +7,17 % |
|                            | Indépendant           | Indépendant           | 64        | -      | 10     | 1      | +1     | 64 864     | 0,48 %  | +0,05 % |
|                            | Vert                  | Jim Harris            | 308       | -      | -      | -      | -      | 582 247    | 4,29 %  | +3,48 % |
|                            | Héritage chrétien     | Ron Gray              | 62        | *      | -      | -      | *      | 40 335     | 0,30 %  | *       |
|                            | Marijuana             | Marc-Boris St-Maurice | 71        | -      | -      | -      | -      | 33 276     | 0,25 %  | -0,2 %  |
|                            | Progressiste canadien | Ernie Schreiber       | 16        | *      | -      | -      | *      | 10 872     | 0,08 %  | *       |
|                            | Action canadienne     | Connie Fogal          | 44        | -      | -      | -      | -      | 8 807      | 0,06 %  | -0,15 % |
|                            | Marxiste-léniniste    | Sandra L. Smith       | 76        | -      | -      | -      | -      | 8 696      | 0,06 %  | -0,03 % |
|                            | Communiste            | Miguel Figueroa       | 35        | -      | -      | -      | -      | 4 426      | 0,03 %  | -0,06 % |
|                            | Libertarien           | Jean-Serge Brisson    | 8         | *      | -      | -      | *      | 1 949      | 0,01 %  | *       |
|                            | Vacant                | Vacant                | Vacant    | Vacant | 4      |        |        |            |         |         |
| Total                      | Total                 | Total                 | 1683      | 301    | 301    | 308    | +2,3   | 13 564 702 | 100 %   | 100 %   |
| Sources : Élections Canada |                       |                       |           |        |        |        |        |            |         |         |

Notes :
- * : le parti ne présente pas de candidats lors de l'élection précédente. Dans le cas du PHC, qui a présenté 46 candidats dans l'élection précédente, le parti n'avait pas la reconnaissance officielle et n'est donc pas officiellement comparé.

### Par province
| Parti                                 | Parti                 | Parti          | C-B  | AB   | SK   | MB   | ON   | QC   | N-B  | N-É  | ÎPE  | TNL  | NU   | TNO  | YK   | Total |
| ------------------------------------- | --------------------- | -------------- | ---- | ---- | ---- | ---- | ---- | ---- | ---- | ---- | ---- | ---- | ---- | ---- | ---- | ----- |
|                                       | Libéral               | Sièges :       | 8    | 2    | 1    | 3    | 75   | 21   | 7    | 6    | 4    | 5    | 1    | 1    | 1    | 135   |
|                                       | Libéral               | Voix :         | 28,6 | 22,0 | 27,2 | 33,2 | 44,7 | 33,9 | 44,6 | 39,7 | 52,5 | 48,0 | 51,3 | 39,4 | 45,7 | 36,7  |
|                                       | Conservateur          | Sièges :       | 22   | 26   | 13   | 7    | 24   | -    | 2    | 3    | -    | 2    | -    | -    | -    | 99    |
|                                       | Conservateur          | Voix :         | 36,3 | 61,7 | 41,8 | 39,1 | 31,5 | 8,8  | 31,1 | 28,0 | 30,7 | 32,3 | 14,4 | 17,2 | 20,9 | 29,6  |
|                                       | Bloc québécois        | Sièges :       |      |      |      |      |      | 54   |      |      |      |      |      |      |      | 54    |
|                                       | Bloc québécois        | Voix :         |      |      |      |      |      | 48,9 |      |      |      |      |      |      |      | 12,4  |
|                                       | NPD                   | Sièges :       | 5    | -    | -    | 4    | 7    | -    | 1    | 2    | -    | -    | -    | -    | -    | 19    |
|                                       | NPD                   | Voix :         | 26,6 | 9,5  | 23,4 | 23,5 | 18,1 | 4,6  | 20,6 | 28,4 | 12,5 | 17,5 | 15,2 | 39,1 | 25,7 | 15,7  |
|                                       | Indépendant           | Sièges :       | 1    |      | -    |      | -    |      |      |      |      |      |      |      |      | 1     |
|                                       | Indépendant           | Voix :         | 1,0  |      | x    |      | x    |      |      |      |      |      |      |      |      | 0,1   |
| Total sièges :                        | Total sièges :        | Total sièges : | 36   | 28   | 14   | 14   | 106  | 75   | 10   | 11   | 4    | 7    | 1    | 1    | 1    | 308   |
| Partis n'ayant remporté aucun siège : |                       |                |      |      |      |      |      |      |      |      |      |      |      |      |      |       |
|                                       | Vert                  | Voix :         | 6,3  | 6,1  | 2,7  | 2,7  | 4,4  | 3,2  | 3,4  | 3,3  | 4,2  | 1,6  | 3,3  | 4,3  | 4,6  | 4,3   |
|                                       | Héritage chrétien     | Voix :         | 0,3  | 0,2  | 0,3  | 0,9  | 0,5  | x    |      | 0,1  | 0,1  |      |      |      | 0,8  | 0,3   |
|                                       | Marijuana             | Voix :         | 0,2  | 0,2  |      | 0,4  | 0,2  | 0,4  | 0,1  | 0,1  |      |      |      |      | 2,4  | 0,2   |
|                                       | Progressiste canadien | Voix :         |      | x    |      |      | 0,2  |      | 0,3  |      |      |      |      |      |      | 0,1   |
|                                       | Marxiste-léniniste    | Voix :         | 0,1  | x    |      |      | 0,1  | 0,1  |      | x    |      |      |      |      |      | 0,1   |
|                                       | Action canadienne     | Voix :         | 0,3  | 0,1  |      | x    | x    | x    | 0,1  |      |      |      |      |      |      | 0,1   |
|                                       | Communiste            | Voix :         | 0,1  | x    |      | 0,9  | x    | x    |      |      |      |      |      |      |      | x     |
|                                       | Libertarien           | Voix :         | 0,1  |      |      |      | x    | x    |      |      |      |      |      |      |      | x     |
|                                       | Indépendant           | Voix :         | 0,3  | x    | 4,6  | x    | 0,3  | 0,1  | 0,2  | 0,1  |      | 0,6  | 15,7 |      |      | 0,3   |

Source : Élections Canada
Remarques :
- Nombre de partis : 12
  - Première élection : Parti conservateur du Canada, Parti progressiste canadien
  - Retour après absence : Parti de l'héritage chrétien du Canada, Parti libertarien du Canada

### 10 circonscriptions les plus serrées
1. Western Arctic, TNO : Ethel Blondin-Andrew (Lib) déf. Dennis Bevington (NPD) par 53 voix
2. Jeanne-Le Ber, QC : Liza Frulla (Lib) déf. Thierry St-Cyr (BQ) par 72 voix
3. Simcoe—Grey, ON : Helena Guergis (Cons) déf. Paul Bonwick (Lib) par 100 voix
4. New Westminster—Coquitlam, C-B : Paul Forseth (Cons) déf. Steve McClurg (NPD) par 113 voix
5. Regina—Lumsden—Lake Centre, SK : Tom Lukiwski (Cons) déf. Gary Anderson (Lib) by 122 voix
6. Palliser, SK : Dave Batters (Cons) déf. Dick Proctor (NPD) par 124 voix
7. Edmonton—Beaumont, AB : David Kilgour (Lib) déf. Tim Uppal (Cons) par 134 voix
8. Cambridge, ON : Gary Goodyear (Cons) déf. Janko Peric (Lib) par 224 voix
9. Kildonan—St. Paul, MB : Joy Smith (Cons) def. Terry Duguid (Lib) par 278 voix
10. Northumberland—Quinte West, ON : Paul Macklin (Lib) déf. Doug Galt (Cons) par 313 voix